# Villarrubia de los Ojos
Villarrubia de los Ojos là một đô thị thuộc Ciudad Real, Castile-La Mancha, Tây Ban Nha. Đô thị này có dân số là 9.598.